# هنري هاميلتون
هنري هاميلتون (بالإنجليزية: Henry Hamilton)‏ (1 يناير 1887 في المملكة المتحدة - 1 يناير 1938) هو لاعب كرة قدم بريطاني (وحمل سابقاً جنسية المملكة المتحدة لبريطانيا العظمى وأيرلندا) في مركز الهجوم. لعب مع شيفيلد وينزداي ونادي ساوثهامبتون وهدرسفيلد تاون وBelfast Celtic F.C. ‏ ونادي ساوث شيلدز ‏.

## وصلات خارجية
- هنري هاميلتون على موقع قاعدة بيانات كرة القدم.إي يو (الإنجليزية)